# Europa-Rosarium
L'Europa-Rosarium (la « roseraie de l'Europe »), située en Allemagne à Sangerhausen dans le Land de Saxe-Anhalt, est la roseraie ayant la plus grande collection de rosiers du monde. Elle a été créée en 1903. Elle s'étend sur plus de 12,5 hectares.
Dans la roseraie les visiteurs peuvent acheter des plants cultivés qui, souvent, ne sont plus commercialisés ailleurs.

## Historique

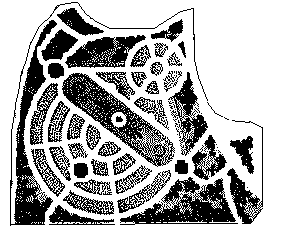
Plan de F.E. Doerr, 1899.

La roseraie de Sangerhausen a été initialement conçue par l'Association des amis allemands des roses (VDR) comme un point de collecte pour les variétés de roses nouvellement introduites. En 1897, Peter Lambert, rosiériste de Trèves et membre fondateur de la VDR, propose à l'association de créer une roseraie.
Cette roseraie a été ouverte le 3 juillet 1903 à l'occasion du congrès de l'association allemande des amis des roses sur une superficie initiale de 1,5 hectare. Peter Lambert et Ewald Gnau comptent parmi ses fondateurs.
En 1950, la roseraie est prise en charge par un ingénieur horticole, Paul Taeckelburg. Pendant la période 1952 - 1955, la roseraie dépend de l'office des variétés végétales.  
Le botaniste Kurt Wein établit une nouvelle organisation des espèces botaniques de rosiers.
Après avoir été uniquement une pépinière commerciale dans les années 1952 à 1955, elle a été redessinée en 1998 par les architectes paysagistes Ingomar Lang et Hella Brumme. En 1999, 10 000 nouveaux rosiers ont été plantés. 
C'est en 1993 que la roseraie reçoit son nom actuel d'Europa-Rosarium, tandis que la ville de Sangerhausen est baptisée « cité des roses » par l'Association des amis allemands des roses.
Afin de financer le fonctionnement de la roseraie et d'assurer ainsi sa pérennité, la fondation Europa-Rosarium Sangerhausen de la VDR (nom actuel : GRF-Stiftung Europa-Rosarium Sangerhausen) est formée en 1994. En 2003, pour le centenaire de la roseraie, une nouvelle entrée, un restaurant et trois nouveaux jardins sont aménagés, appelés « jardin du Jubilé », « mer de roses » et « jardin des rosiers ADR ». Ces dernières années, la roseraie s'est agrandie pour inclure un centre d'information sur les roses, une serre et un jardin des senteurs.

## Collections

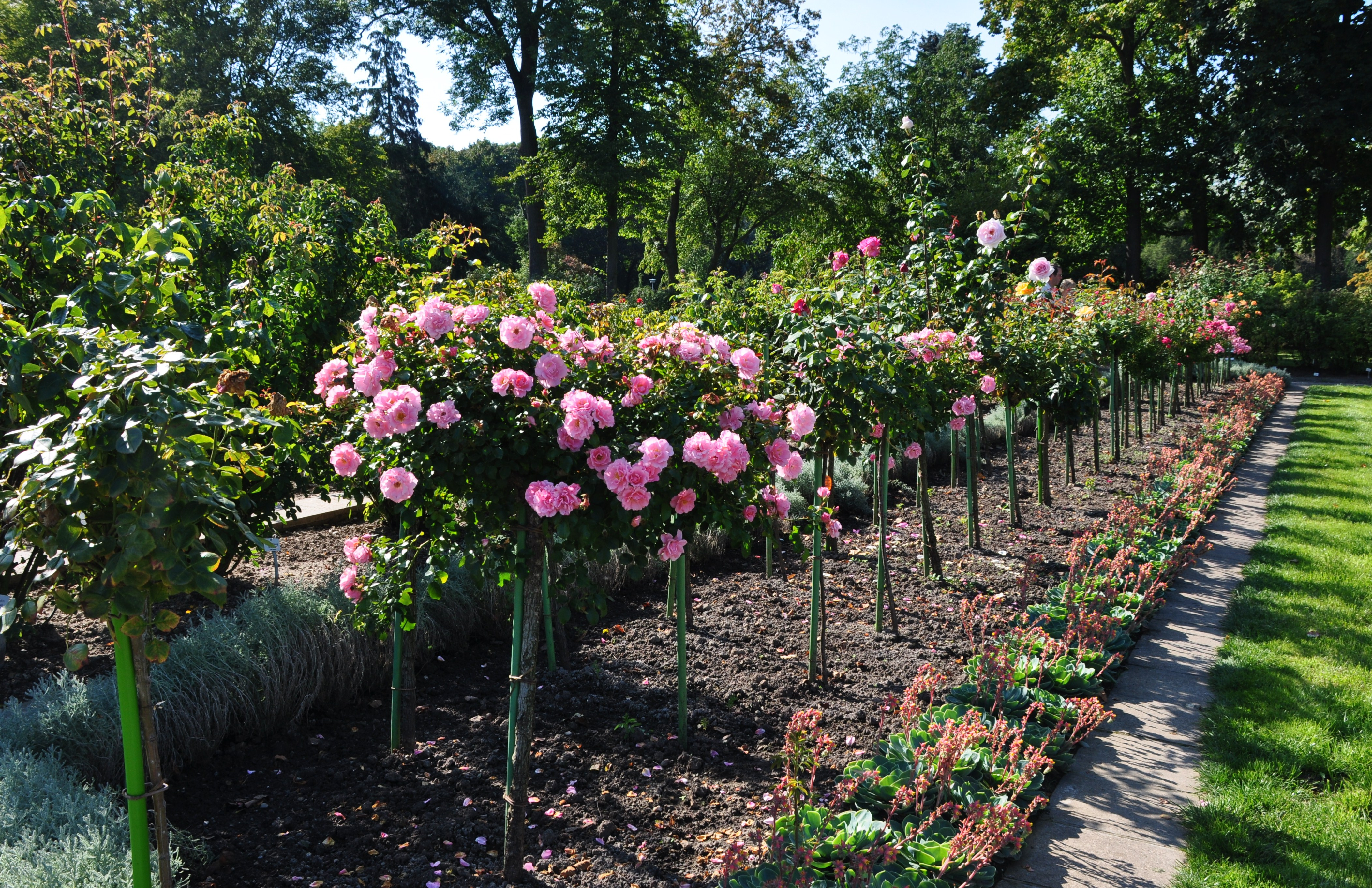
Rosiers sur tige.

Elle présente environ 60 000 plants de rosiers de 7 800 variétés appartenant à 40 catégories, dont :
- 500  rosiers sauvages (espèces et variétés botaniques),
- 6 500  cultivars (variétés cultivées).

Chaque année, en août, a lieu la « Nacht der Tausend Lichter » (nuit des mille lumières).

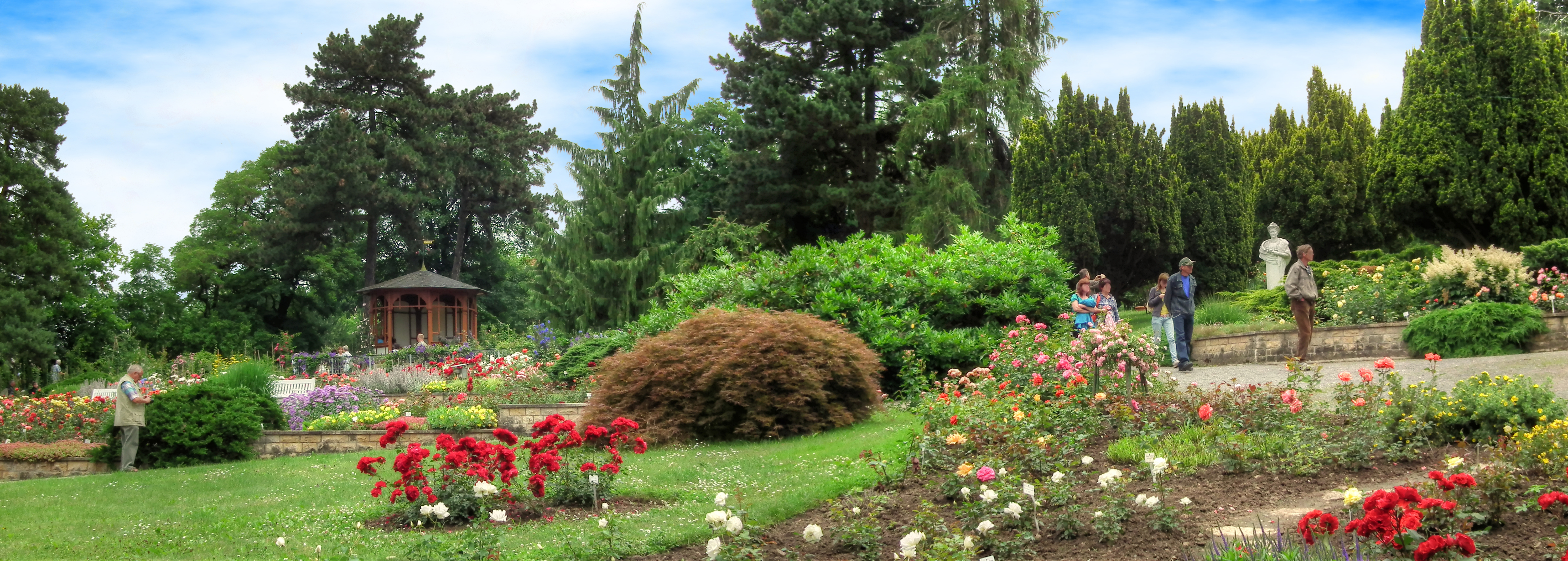
Vue de la roseraie.

## Bibliographie

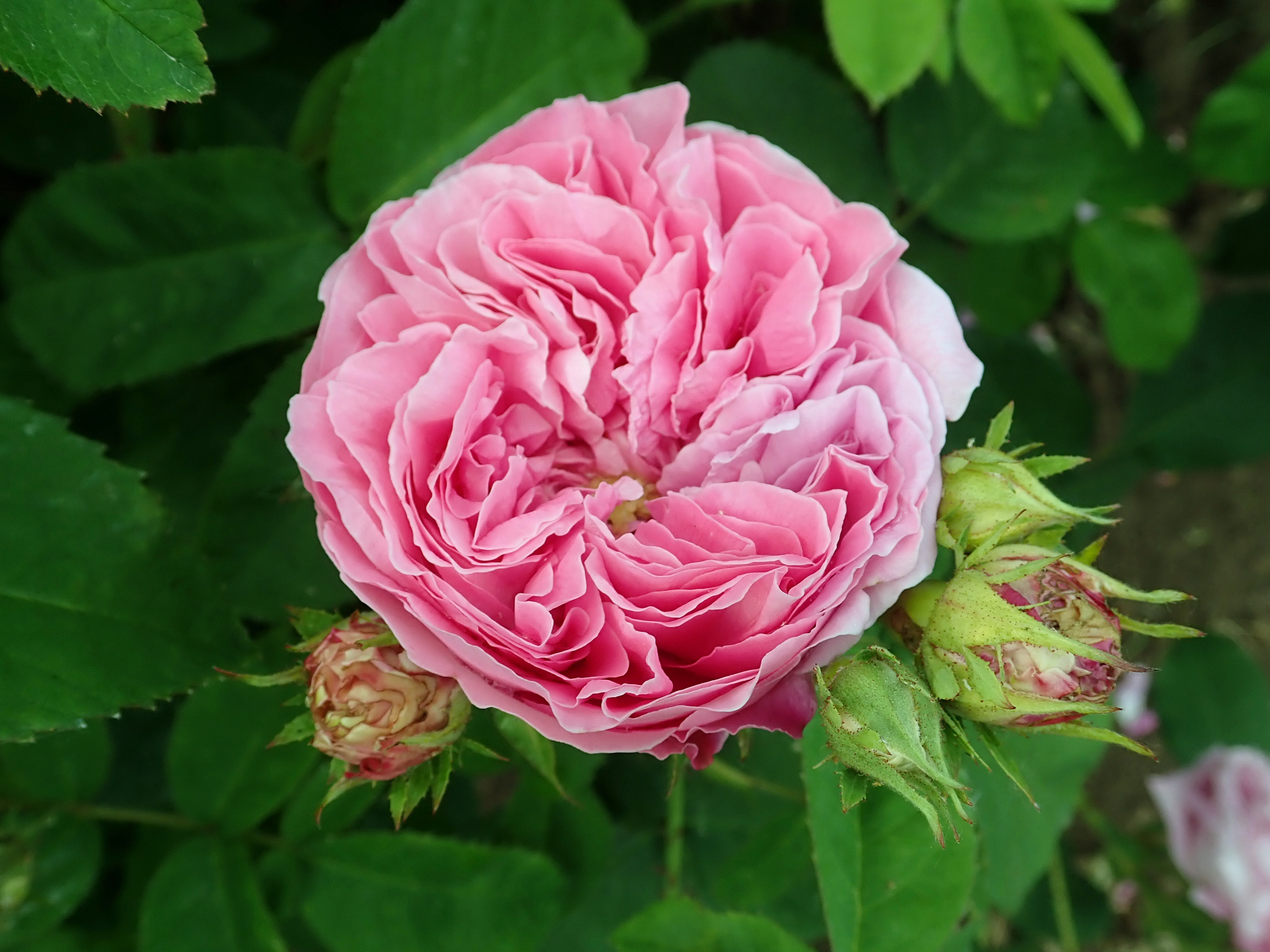
Rose 'Madame Lauriol de Barny' (Trouillard, 1868) à la roseraie.